# Liste der Naturdenkmale in Schkeuditz

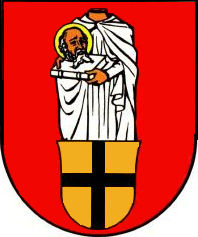
Wappen von Schkeuditz

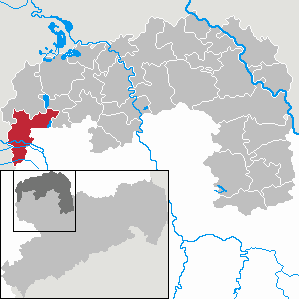
Lage von Schkeuditz

In der Liste der Naturdenkmale in Rackwitz werden die Einzel-Naturdenkmale, Geotope und Flächennaturdenkmale auf dem Gebiet der nordsächsischen Stadt Schkeuditz und ihren Ortsteilen Altscherbitz, Dölzig, Freiroda, Gerbisdorf, Glesien, Hayna, Kleinliebenau, Kursdorf, Radefeld und Wolteritz aufgeführt.
Bisher sind lt. Quellen 7 Einzel-Naturdenkmale, 1 Geotope und 4 Flächennaturdenkmale sowie 2 geschützte Landschaftsbestandteile bekannt und hier aufgelistet.
Die Angaben der Liste basieren auf den Daten des Geoportal Sachsenatlas und des Geoportal Nordsachsen und enthalten Angaben aus dem Flächennutzungsplan der Stadt Schkeuditz.

## Definition
„Gesetz über Naturschutz und Landschaftspflege (BNatSchG), § 28 Naturdenkmäler:
 Naturdenkmäler sind rechtsverbindlich festgesetzte Einzelschöpfungen der Natur oder entsprechende Flächen bis zu fünf Hektar, deren besonderer Schutz erforderlich ist
1. aus wissenschaftlichen, naturgeschichtlichen oder landeskundlichen Gründen oder
2. wegen ihrer Seltenheit, Eigenart oder Schönheit.“

„SächsNatSchG, § 18 Naturdenkmäler (zu § 28 BNatSchG):
1. Die Erklärung nach § 22 Abs. 1 BNatSchG von Teilen von Natur und Landschaft als Naturdenkmal erfolgt durch Rechtsverordnung oder Einzelanordnung.
2. Über § 28 Abs. 1 BNatSchG hinaus können Naturdenkmäler zur Sicherung von Lebensgemeinschaften oder Lebensstätten von im Bestand gefährdeten oder streng geschützten Arten festgesetzt werden.“

Ergänzend zu den lt. BNatSchG registrierten Naturdenkmalen können in Sachsen (lt. SächsNatSchG §19) ebenfalls geschützte Landschaftsbestandteile (GLB) ausgewiesen werden, deren Abgrenzungen sich aus den Erläuterungen vom Bundesamt für Naturschutz ergeben. Bisher waren diese im Landkreis Nordsachsen als sog. „Kreisbiotope“ auf dem Geoportal ausgewiesen und werden zukünftig im Rahmen der Biotopkartierung auf dem iDA-Datenportal als Einzel-Biotope registriert.

## Legende
- Bild: zeigt ein vorhandenes Foto des Naturdenkmals.
- ND/FND/GLB-Nr: zeigt die jeweilige Nr. des Objekts
- Beschreibung: beschreibt das Objekt näher
- Koordinaten: zeigt die Lage auf der Karte
- Quelle: Link zur Referenzquelle

## (Einzel-)Naturdenkmale (ND)
| Bild           | ND-Nr.  | Ortsteil   | Alter  | Beschreibung | Koordinaten                  | Quellen |
| -------------- | ------- | ---------- | ------ | --- | ---------------------------- | ------- |
| Weitere Bilder | nso: 19 | Glesien    | unbek. | die Linde (Tilia) auf dem Friedhof in Glesien befindet sich am südlichen Eingang östlich der Kirche und neben dem ebenfalls als Naturdenkmal ausgewiesenen Findling, welcher als Kriegerdenkmal genutzt wird und auch als Kulturdenkmal registriert ist. Die Linde steht schräg und trägt eine Gedenkplakette: „Lehrer Matthias Bennemann, † 13. Oktober 1801, rettete ein Kind und opferte sein Leben“. | 51° 26′ 43″ N, 12° 13′ 36″ O | nso19   |
| Bild gesucht   | nso: 27 | Glesien    | unbek. | der als Eiche im Koben bezeichnete Baum steht auf dem Flurstück 9 des Ortsteils Glesien, welches heute zum Nordfeld des Flughafens Leipzig/Halle gehört. | 51° 25′ 33″ N, 12° 14′ 39″ O | nso27   |
| Weitere Bilder | nso: 78 | Dölzig     | unbek. | die Eiche Kleindölzig steht im Straßendreieck der Paul-Wäge-Str./Frankenheimer Straße/Äußere Gundorfer Straße des östlichen Ortsteils von Dölzig, Kleindölzig; daneben zwei Findlinge (siehe auch ID 352) | 51° 21′ 16″ N, 12° 13′ 17″ O | nso78   |
| Weitere Bilder | nso: 83 | Gerbisdorf | unbek. | die Stieleiche (Quercus robur) am Ortseingang von Gerbisdorf steht am westlichen Ortsrand am Werbeliner Weg | 51° 26′ 21″ N, 12° 17′ 24″ O | nso83   |
| Weitere Bilder | nso: 84 | Gerbisdorf | unbek. | die Stieleiche (Quercus robur) vor der Schule von Gerbisdorf steht an der Südseite der Kreuzung Kirchenstraße/Werbeliner Weg neben dem Schulgebäude | 51° 26′ 23″ N, 12° 17′ 26″ O | nso84   |
| Weitere Bilder | nso: 85 | Gerbisdorf | unbek. | die Stieleiche (Quercus robur) auf dem Dorfplatz von Gerbisdorf steht auf dem Straßendreieck Kirchenstraße/Werbeliner Weg direkt gegenüber der Ortsfeuerwehr und dem als Kulturdenkmal registrierten ehemaligen Gasthaus „Zur Eiche“ (08972959) | 51° 26′ 24″ N, 12° 17′ 25″ O | nso85   |
| Weitere Bilder | nso: 86 | Gerbisdorf | unbek. | die Stieleiche (Quercus robur) vor dem Gut von Gerbisdorf steht am westlichen Zugang zu einem ehemaligen Gutshof in der Straße Am Feldrain | 51° 26′ 25″ N, 12° 17′ 15″ O | nso86   |

## Geotope
| Bild           | ND-Nr.  | Ortsteil | Alter  | Beschreibung | Koordinaten                  | Quellen |
| -------------- | ------- | -------- | ------ | --- | ---------------------------- | ------- |
| Weitere Bilder | nso: 72 | Glesien  | unbek. | der Findling auf dem Friedhof in Glesien, ist ein Granitfindling, welcher 1930 ca. 750 m nördlich von Glesien an der Kiesgrube gefunden und als Kriegerdenkmal östlich der Kirche neben der Friedhofslinde auf dem Friedhof aufgestellt wurde, vier kleine Findlinge liegen unmittelbar daneben, mit Inschrift: „1914/1918 unseren im Krieg gefallenen Brüdern zum Gedächtnis, die Kirchengemeinde Glesien 1939-1945“ (ist Teil des Kulturdenkmal: Dorfkirche und Kirchhof Glesien 08972974) | 51° 26′ 43″ N, 12° 13′ 36″ O | nso:72  |

## Flächen-Naturdenkmale (FND)
| Bild             | FND-Nr.  | Ortsteil     | Größe  | Beschreibung | Koordinaten                  | Quelle             |
| ---------------- | -------- | ------------ | ------ | --- | ---------------------------- | ------------------ |
| Weitere Bilder   | tdo: 24  | Hayna        | 0,58ha | das Pfarrholz Hayna, ist ein Auwaldrest am Ortsrand von Hayna neben dem Zufluss zum Ostergraben | 51° 25′ 47″ N, 12° 18′ 49″ O | nso:74             |
| { Weitere Bilder | tdo: 26  | Gerbisdorf   | 3,08ha | Gerbisdorfer Sandgruben, die ehemaligen Sandgruben existieren heute nicht mehr vollständig, während der Norderweiterung des Flughafens Leipzig/Halle nach 1997 wurden Ausgleichsflächen ca. 150 m nördlich des ursprünglichen Standortes geschaffen, welches nun ebenfalls das Feuchtbiotop mit den angrenzenden Auwiesen umfassen. | 51° 26′ 12″ N, 12° 16′ 23″ O | nso:141 kbi866/867 |
| Bild gesucht     | tdo: 172 | Dölzig       | 2,54ha | die Spitzwiese befindet sich am Augraben nordöstlich von Dölzig und hat ein begrenztes Vorkommen seltener Arten von Trockenrasen | 51° 21′ 35″ N, 12° 14′ 7″ O  | nso:139 kbi565     |
| Bild gesucht     | tdo: 180 | Altscherbitz | 1,96ha | vom als Kulturdenkmal Park Altscherbitz (08966023) registrierten etwa 7 ha großen ehemaligen Gutspark in Altscherbitz sind ca. 1,96 ha als Naturdenkmal ausgewiesen, im Standort am Steilrand der Hochfläche zur Elsteraue befinden sich wertvolle Altbaumbestände.                                                                 | 51° 23′ 23″ N, 12° 13′ 56″ O | nso:138            |

## Geschützte Landschaftsbestandteile (GLB)
| Bild                                         | Biotop-Nr.        | Ortsteil   | Größe  | Beschreibung | Koordinaten                  | Quellen         |
| -------------------------------------------- | ----------------- | ---------- | ------ | --- | ---------------------------- | --------------- |
| Feuchtgebiet am Fuchser im Waldgebiet Brösen | 55696 55710 55975 | Glesien    | 270ha  | Das etwa 270 ha große Waldgebiet „Brösen“ am Brösengraben, war bis 1984 ein Naturschutzgebiet (wurde wegen geplanten Tagebau aufgehoben). Die erneute Ausweisung als Naturschutzgebiet war 2006 geplant, Teile (ca. 138 ha) davon wurden 2011 als FFH-Gebiet „Brösen Glesien und Tannenwald“ ausgewiesen, im östlichen Teil befindet sich das Kleinbiotop „Feuchgebiet am Fuchser“. Im Bereich sind Vorkommen des Kammmolch (Triturus cristatus) und des Großen Mausohr (Myotis myotis) nachgewiesen.                                                    | 51° 26′ 50″ N, 12° 11′ 57″ O | kbi551 4539-301 |
| Weitere Bilder                               | 59188             | Gerbisdorf | 0,65ha | der Dorfteich in Gerbisdorf an der Straßengabelung Werbeliner Weg/Teichblick ist ein Stillgewässer in der Ortslage, welches einen Röhrrichtsaum besitzt und zum Andenken an die Tagebauvergangenheit in der Region zusammen mit einer einzelnen Schaufel eines Schaufelradbaggers unter Schutz gestellt wurde, ca. 1,5 km nordöstlich am Werbeliner Weg befindet sich eines der größten erhalten gebliebener Schaufelräder (180 t und 17 m im Durchmesser) eines SR6300-Schaufelradbaggers ausgestellt, welches als Technisches Denkmal ausgewiesen ist. | 51° 26′ 27″ N, 12° 17′ 30″ O | [ 11 ] [ 4 ]    |